# ضبط قضائي
الضبط القضائي هو مجموعة الإجراءات والأوامر التي تصدر من سلطات الضبط القضائي بهدف معاقبة مرتكبي الجرائم منذ وقوع الجريمة وحتى صدور حكم نهائي فيها.
وتشمل صلاحيات الضبط القضائي ما يلي:
- التحري.
- القبض.
- جمع الأدلة.
- التحقيق.
- محاكمة.
- تنفيذ عقوبة.